# Sundtjärnen (Vilhelmina socken, Lappland, 715722-158726)
Sundtjärnen är en sjö i Vilhelmina kommun i Lappland och ingår i Lögdeälvens huvudavrinningsområde.